# SC Rhein-Ahr Sinzig
Der SC Rhein-Ahr Sinzig ist ein deutscher Fußballverein aus Sinzig. Gegründet wurde der Verein 1910.

## Gründungsgeschichte
Die Gründung geht auf einen Artikel einer Sinziger Zeitung zurück, der die Einwohner zu einem Treffen in einem Café aufforderte, um dort einen Fußballverein zu gründen. Dies war im Mai 1910. Die Gründungsmitglieder wählten Heinrich von Lennep zum ersten Vorsitzenden des Vereins.
Der Sportplatz, wo die ersten Spiele der Mannschaft ausgetragen wurden, diente ursprünglich als Rennbahn des örtlichen Radsportvereins. Ende 1910 wurde die Rennbahn dann zu einem Sportplatz umgebaut.
Der Verein fusionierte mit dem ein Jahr später gegründeten Rheinland Sinzig, der zuvor als Lokalrivale galt. Diese Vereinigung spielte bis zum Ausbruch des Ersten Weltkrieges erfolgreich, wobei der Verein erstmals 1920 an einer offiziellen Meisterschaft teilnahm. Die Mannschaft spielte bereits gegen die TuS Mayen, den SC 07 Bad Neuenahr und der Spvgg Andernach.
1925 wurde der Verein Meister in der Kreisklasse. 1936 und 1938 wurde der Verein Klassenmeister, wobei die Fußballkreise damals größer waren, als die heutigen Kreisklassen. Bis zu diesem Zeitpunkt hatte der Verein mehrere Spielstätten, unter anderen die Sportanlage an der Rheinallee. Durch den Ausbruch des Zweiten Weltkrieges kam der Spielbetrieb komplett zum Erliegen, ehe man 1947 in die Bezirksliga aufsteigen konnte, wodurch ein Sportplatz an der Ahrbrücke erbaut wurde, dem heutigen Rhein-Ahr-Stadion.
1951 stieg der Verein sogar in die Landesliga auf. 3 Jahre später folgte der Aufstieg in die 2. Amateurliga, wo der Verein bis 1959, als der Verein den Sprung in die erste Amateurliga schaffte.
Der Verein gewann 1962 Rheinlandpokal und spielte in den Spielzeiten 1960, 1962 und 1970 in der Südwestdeutschen Qualifikationsrunde für den DFB-Pokal, das beste Ergebnis erreichte die Mannschaft 1960, als man in der 3. Qualifikationsrunde mit 0:3 am FK Pirmasens scheiterte.
Zur Einweihung des Rhein-Ahr-Stadions 1964 spielte die japanische Nationalmannschaft gegen eine Rheinlandauswahl, wo Karl-Josef Lessnig und Heinrich Schlebusch vom Verein mitspielten.
1968 spielte der Verein um die deutsche Amateurmeisterschaft, wo man gegen Reutlingen verlor. 1970 gewann der Verein erneut die Rheinlandmeisterschaft und spielte erneut im DFB-Pokal. 1975 stieg der Verein wieder in die Bezirksliga ab, schaffte zwei Jahre später den Wiederaufstieg in die 1. Amateurliga. 1980 stieg man in die Landesliga ab.
1984 stieg die Mannschaft in die Kreisliga A ab, zwei Jahre später sogar in die B-Klasse. Der Schiedsrichter Edgar Steinborn schaffte 1988 dagegen den Sprung in die Fußball-Bundesliga. 1993 hieß der neue Vorstand Jürgen Glück der 2008 nach 15 Jahren Tätigkeit innerhalb des Vereins aus gesundheitlichen Gründen sein Amt niederlegte. Im November 2007 wurde Karl-Heinz Walser zum neuen Vorstand gewählt. In der Saison 2008/09 stieg der Verein trotz der verpassten Meisterschaft in die A-Klasse auf. Der Verein wurde hinter dem Grafschafter SV zweiter. 2011 erfolgte der erneute Abstieg in die B-Klasse. 2012 stieg der Verein sogar in die C-Klasse ab und spielt seit 2013 sogar in der Kreisliga D, der niedrigsten Spielklasse im Herrenbereich des Fußballverbandes Rheinland. In der Saison 2016/17 wurde der Verein Meister der Kreisliga D (Staffel Nord) und stieg somit wieder in die Kreisliga C auf. Zur Saison 2022/23 übernahm Mirco Walser, ehemaliger Spieler und Trainer des Clubs, das Traineramt. In seiner Premierensaison führte er die Mannschaft auf den dritten Rang der Kreisliga C und erreichte das Kreispokalfinale, was zur erstmaligen Teilnahme nach vielen Jahren am Rheinlandpokal berechtigte.

## Erfolge
- Rheinlandpokalsieger: 1962, 1970
- Meister der Amateurliga Rheinland: 1959, 1968
- DFB-Pokal-Hauptrunde: 1960 (3. Runde), 1962 (1. Runde), 1970 (1. Runde)

## Sonstiges
Das Stadion war ein Austragungsort der Sommerliga (Gruppe Süd), wo Vereine, wie der SC 07 Bad Neuenahr, die SG Essen-Schönebeck, die zweite Mannschaft des FCR Duisburg, Bayer 04 Leverkusen und der 1. FC Köln teilnahmen. In diesem Stadion fand das Spiel des SC 07 Bad Neuenahr gegen den 1. FC Köln statt, welches die SC mit 2:5 verlor. Weitere Austragungsorte waren unter anderem das Apollinarisstadion (Bad Neuenahr), die Sportanlage Hellenthal-Winthen, die Kurt-Rieß-Anlage (Leverkusen) und der Sportplatz Siebengewald in den Niederlanden.